# Henry P. Field
Henry P. Field (* 1859/1860; † 1. Oktober 1937 in Northampton, Massachusetts) war ein US-amerikanischer Rechtsanwalt und Lokalpolitiker (Republikanische Partei).

## Leben
Henry P. Field wurde 1859 oder 1860 geboren. 1880 machte er seinen Abschluss am Amherst College. Danach wurde er Anwalt und 1888 Junior-Partner in der Kanzlei „Hammond & Field“, der führenden Anwaltskanzlei in Northampton. In der Kanzlei bildete Field von 1895 bis 1897 gemeinsam mit dem Senior-Partner John C. Hammond den späteren US-Präsidenten Calvin Coolidge zum Anwalt aus. Für frühe Coolidge-Biographen wurde Field später auch zu einem wichtigen Zeitzeugen, insbesondere für Coolidges frühe Jahre in Northampton. Coolidge nannte Field „einen fähigen Anwalt und ein Mann von einnehmender Persönlichkeit und Glanz.“ Henry P. Field war ein Mitglied im Board of Alderman, der oberen Kammer des Stadtrates, und von 1898 bis 1899 Bürgermeister von Northampton. Field war bei der Republican National Convention 1900 als Ersatzdelegierter und bei der Republican National Convention 1904 als Delegierter anwesend. 1919 wurde er zum Richter am Nachlassgericht des Hampshire Countys ernannt und war fortan allgemein als „Judge Field“ bekannt. Henry P. Field verstarb am 1. Oktober 1937 nach langer Krankheit im Alter von 78 Jahren in Northampton. Mangels Erben wurde seine Hinterlassenschaften der Bruderschaft Psi Upsilon, in der er Mitglied war, und dem Amherst College, dem er auch nach seinem Studium noch sehr verbunden war, vermacht.